# Plan Jokinen
Het Plan Jokinen is de naam van twee door de Amerikaanse verkeerskundige David A. Jokinen opgestelde visies op de stedenbouwkundige ontwikkeling van twee Nederlandse steden: in 1962 van Den Haag en in 1967 van Amsterdam, beide uiteengezet in een brochure. 

## Den Haag
Het eerste Plan Jokinen uit 1962 had betrekking op de stationsomgeving van Den Haag. De wijk Bezuidenhout in deze stad, grenzend aan het station Den Haag Staatsspoor, was in de Tweede Wereldoorlog door het geallieerde bombardement op het Bezuidenhout grotendeels verwoest. Met de wederopbouw was nog steeds niet begonnen, omdat men niet goed wist wat er moest gebeuren. David Jokinen zag een kans om een einde te maken aan de historisch gegroeide situatie waarbij twee hoofdstations ieder slechts een deel van het spoorwegverkeer bedienden. Zijn plan hield onder meer in dat het station Staatsspoor zou verdwijnen en dat het Hollands Spoor de functie van centraal station zou gaan vervullen. In het Bezuidenhout ontstond dan ruimte voor een autosnelweg richting Scheveningen en voor een monorail ten behoeve van het openbaar vervoer. Zijn plan riep in Den Haag heftige discussies op. Het werd niet uitgevoerd, onder meer doordat het pas werd gepresenteerd toen de besluitvorming eindelijk in een vergevorderd stadium was gekomen. Op de plek van het station Staatsspoor bevindt zich nu het station Den Haag Centraal met een sterk uitgebreide vervoersfunctie, zonder dat daar de doorgaande intercitytreinen Amsterdam - Rotterdam komen; die stoppen nog steeds  alleen bij station Den Haag HS (Hollands Spoor). Van de autoweg die Jokinen voor ogen stond is een deel gerealiseerd in de vorm van de Utrechtsebaan.

## Amsterdam

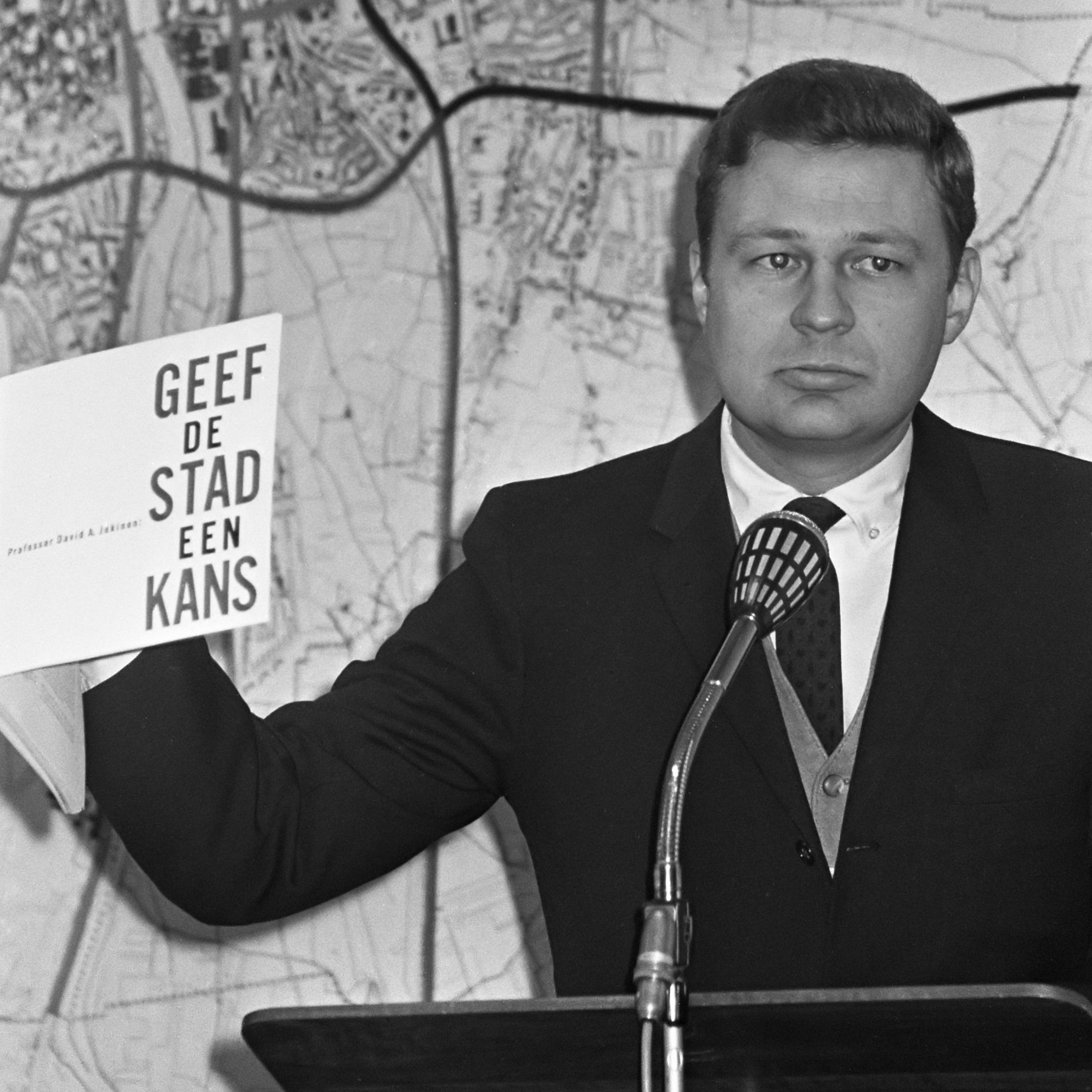
David A. Jokinen (1967)

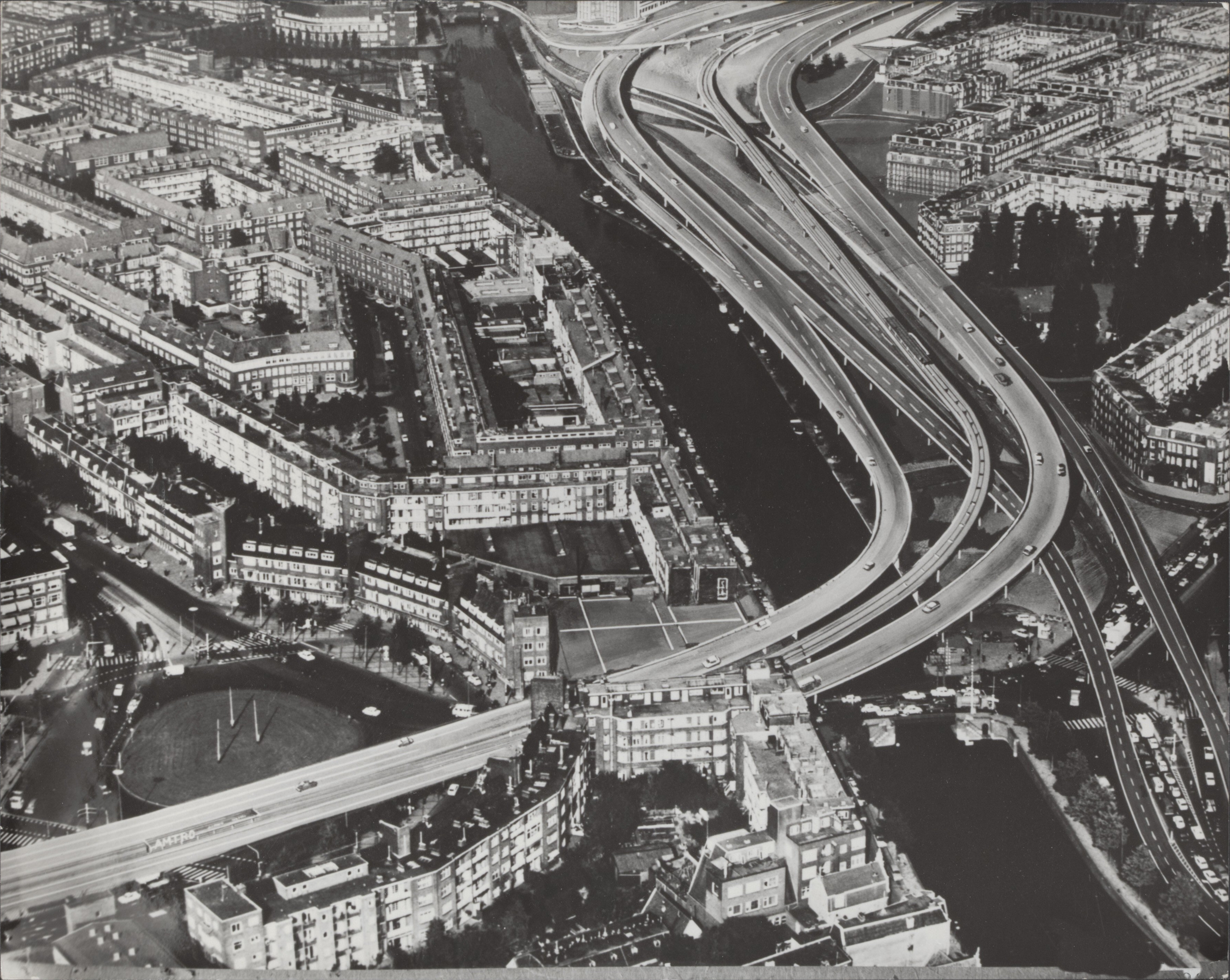
Een voorbeeld uit de brochure, het Surinameplein zou een toegang geven tot een stadssnelweg die op de plaats van de Kinkerbuurt en de rest van Oud-West zou komen te liggen.

De tweede studie uit 1967, mede betaald door de auto-lobbygroep Stichting Weg, richtte zich erop de stad Amsterdam te revitaliseren door de bereikbaarheid per auto te vergemakkelijken. Jokinen nam daarvoor enkele radicale keuzes. Zo zou de Singelgracht gedempt moeten worden en vervangen door een zesstrooks snelweg (te vergelijken met het tracé van de huidige stadsroute S100, maar veel breder). Ook zouden de in die dagen verpauperde volksbuurten de Pijp en de Kinkerbuurt geheel en al gesloopt moeten worden. Door de Pijp zou een grote snelweg (de zogenaamde "Zuidelijke Ontsluitingsweg") naar de binnenstadsring komen, met daaromheen een op het Parijse zakencentrum La Défense geïnspireerd Central business district met veel hoge kantoortorens. Het plan richtte zich vooral op een gemakkelijke ontsluiting van de werkgebieden per auto. Jokinen ging ervan uit dat, net zoals in de VS, de meeste mensen ervoor zouden kiezen om in de buitenwijken en voorsteden te gaan wonen, maar er werd ook rekening gehouden met openbaar vervoer. Er zou een nieuw centraal station komen in de omgeving van het Weteringcircuit. De Nederlandse Spoorwegen namen dit idee over en pleitten nog tot het midden van de jaren zeventig voor een groot kopstation bij de Pijp, station Amsterdam Centrum-Zuid, dat ook zou aansluiten op twee takken van de Noord-Zuid metrolijn. Daarnaast pleitte Jokinen ook voor Amsterdam voor een systeem van monorails die parkeergarages aan de rand van de binnenstad zouden verbinden met bestemmingen in het oude stadscentrum.
De ideeën van Jokinen waren een voortvloeisel van andere ideeën uit dezelfde periode. Zijn visie hoge torens in parkachtige omgevingen neer te zetten lijkt sterk op de ideeën van Le Corbusier voor Parijs (het Plan Voisin). Zijn voorkeur voor de auto heeft gelijkenissen met de manier waarop in dezelfde tijd Robert Moses New York probeerde te transformeren. In de visie van Jokinen zou de binnenstad enigszins aangetast worden, maar niet zo erg als in het een decennium eerder (in 1954) uitgekomen Plan Kaasjager, waarbij veel grachten in de binnenstad gedempt zouden worden ten bate van het autoverkeer. Desalniettemin werd het plan bedolven onder de kritiek en is het nauwelijks door de uitvoerende instanties overgenomen. Afgezien van een aantal wat flink uitgevallen viaducten in de Centrumring en de redelijk groots uitgepakte herprofilering van de Wibautstraat na de metroaanleg, heeft dit plan uiteindelijk nauwelijks gevolgen gehad voor de stad.